# Liste der Monuments historiques in Saint-Pé-d’Ardet
Die Liste der Monuments historiques in Saint-Pé-d’Ardet führt die Monuments historiques in der französischen Gemeinde Saint-Pé-d’Ardet auf.

## Liste der Bauwerke
| Bezeichnung      | Beschreibung | Standort | Kennzeichnung | Schutzstatus | Datum | Bild           |
| ---------------- | ------------ | -------- | ------------- | ------------ | ----- | -------------- |
| Kirche St-Pierre |              | (Lage)   | PA00094473    | Inscrit      | 1956  | weitere Bilder |

## Liste der Objekte
- Monuments historiques (Objekte) in Saint-Pé-d’Ardet in der Base Palissy des französischen Kultusministeriums